# Liste des rois de Thessalonique
Cette page donne la liste des souverains du royaume de Thessalonique.
1204-1207 : Boniface Ier, marquis de Montferrat (1150-1207), fils de Guillaume V de Montferrat et de Judith de Babenberg. Marié avec :
1. en 1170 Hélène de Busca (morte en 1204) ;
2. Alice de Savoie (morte en 1202), fille d'Humbert III, comte de Savoie ;
3. en 1204 Marguerite de Hongrie (1175-1223).

1207-1222 : Démétrios de Montferrat (1205-1227), fils du précédent et de Marguerite de Hongrie.
En 1222, le royaume est conquis par Théodore Doukas, despote d'Épire.

## Rois titulaires
1222-1227 : Démétrios de Montferrat
En 1266, Baudouin II, empereur latin de Constantinople, donne à Hugues IV de Bourgogne les droits sur le royaume de Thessalonique, dont il est le suzerain.
1266-1272 : Hugues IV, duc de Bourgogne.
1272-1305 : Robert II, duc de Bourgogne, fils d’Hugues IV.
1305-1313 : Hugues V, duc de Bourgogne, fils de Robert II. Il cède ses droits à son frère Louis.
1313-1316 : Louis. Il meurt quelques semaines après avoir débarqué dans le Péloponnèse.
1316- : Eudes IV, duc de Bourgogne (1295-1349), frère aîné de Louis. Il est le dernier à porter le titre.
En 1314, les Catalans du duché d'Athènes attribuent de leur côté le titre à Guigues de la Tour (mort en 1317), troisième fils d'Humbert Ier de Viennois, leur droit se fondant sur d'anciens projets de conquête de Bernat de Rocafort.